# 表面电荷
表面电荷即在界面处存在的电荷。有很多过程可以使表面带电，比如离子吸附、质子化或去质子化、表面的化学基团发生电离、外加电场。表面电荷会产生电场，使粒子之间有排斥或吸引的相互作用，这是很多胶体性质的成因。
物体处于流体中一般都會带上电荷。几乎所有的流体都会含有离子，包括正离子（阳离子）和负离子（阴离子），离子与表面會有相互作用，导致有离子吸附到物体表面。
另外一个表面电荷的机制是，表面的化学基团发生电离。

## 表面电荷密度
表面电荷密度定义为电荷数目， q，与表面的面积， A，之比:
{\displaystyle \sigma ={\frac {q}{A}}}

### 导体
根据高斯定律，处于静电平衡下的导体，内部没有电荷，只在导体表面有电荷分布，表面电荷密度为
{\displaystyle \sigma =E\epsilon _{0}}
其中，{\displaystyle E}为导体的电荷产生的电场，{\displaystyle \epsilon _{0}}为真空介电常数。该关系只对无限大导体表面成立，或距导体无限小处成立。

### 胶体
| 化合物         | 化学式 | 零电荷点 |
| -------------- | ------ | -------- |
| 三氧化钨       | WO3    | 0.2-0.5  |
| 碳化硅 (alpha) | SiC    | 2-3.5    |
| 二氧化锰       | MnO2   | 4-5      |
| 氮化硅         | Si3N4  | 6-7      |
| 一氧化二铊     | Tl2O   | 8        |
| 氧化铜         | CuO    | 9.5      |
| 一氧化镍       | NiO    | 10-11    |

浸于电解质溶液中的表面往往带有电荷，常见的机制是离子吸附。 带电表面附近会有反离子富集，形成所谓双电层结构。
表面的化学基团如果含氧原子或氮原子，在水溶液中可能发生质子化或去质子化，使表面带上电荷，此时，表面带电受溶液中pH值的影响。在某一pH值时，表面静电荷为零，这一pH值叫做零电荷点（point of zero charge，PZC）。一些常见物质的零电荷点列于左边表格中。

## 界面电势
界面是两相（比如固体和液体）的边界。 界面电势就是界面上的电荷的电势。比如蛋白质表面的一些氨基酸，比如谷氨酸在pH值大于4.1时会发生显著电离，使蛋白质带上电荷，因此会造成界面电势。界面电势可以解释双电层的形成，在动电现象研究中也是一个非常有用的概念。下面简要描述双电层的理论。

### 亥姆霍兹模型
双电层模型是赫尔曼·冯·亥姆霍兹最早引入的。亥姆霍兹模型假设，溶液中只有电解质，电极附近没有化学反应，离子与电极之间只有静电相互作用，因为电极上带有电荷。为了使界面呈电中性，要求电极表面附近，离子有特别的分布，形成一层电荷，中和电极表面上的电荷。离子与电极之间的距离，最小为离子的半径加上离子的溶剂化球半径。即亥姆霍兹模型等价于一平面电容器，两平面之间电势与二者间距呈线性关系。
亥姆霍兹模型是描述带电界面的基础，有几个重要因素没有考虑：离子的扩散与混合、离子可能的吸附、溶剂偶极矩与电极之间的相互作用。

### 古依-恰普曼模型
古依-恰普曼理论描述了静态表面电荷对表面电势的影响。 古依认为，带电表面的界面电势由表面上的电荷及溶液中等量的反离子来确定。  反离子不是仅仅束缚在带电表面上，而是在表面附近呈一弥散的分布。反离子浓度，{\displaystyle C}，满足如下关系：
{\displaystyle C=C_{0}e^{-({\frac {\psi ze}{kT}})}}
{\displaystyle C_{o}}为反离子在电势为零处的浓度， z 为离子的离子价， e 为一个质子的电量， k 为 波耳兹曼常数，  ψ 为表面附近溶液中的电势分布。
古依-恰普曼理论缺陷在于，假设摩尔浓度与活度相等，并假设离子为点电荷。

### 表面电荷与表面电势
表面电荷与表面电势由格雷厄姆方程给出：
{\displaystyle \sigma ={\sqrt {8C_{0}\epsilon \epsilon _{0}k_{B}T}}\sinh \left({\frac {ze\psi _{0}}{2k_{B}T}}\right)}
其中，{\displaystyle \sigma }为表面电荷密度。
在高温极限下，{\displaystyle \sinh(x)} 可以展开成 {\displaystyle \sinh(x)} = {\displaystyle x+x^{3}/3!+...} {\displaystyle \approx } {\displaystyle x}，{\displaystyle \lambda _{D}=(8C_{0}\epsilon \epsilon _{0}k_{B}T)^{-1/2}} 为德拜长度，于是，得
{\displaystyle \sigma ={\frac {\epsilon \epsilon _{0}\psi _{0}}{\lambda _{D}}}}

### 施特恩模型
施特恩模型本质上是亥姆霍兹模型和古依-恰普曼模型的结合。施特恩模型里，离子有一定大小，不能无限靠近带电表面，间距至少为纳米量级。距离带电表面最近一层离子称为施特恩层。离子分布受带电表面影响的最大距离处为滑动面，在滑动面以外，为本体溶液。滑动面处电势叫做界达电位，它在物理上比表面电势更有意义。

## 应用
带电表面极其重要，有着广泛的应用。比如，溶液中胶体要保持分散状态完全依赖于胶体之间的排斥相互作用。如果排斥力被减弱，比如加入盐或高分子链，胶体粒子可能不会保持悬浮，會发生絮凝。

### 动电现象
动电现象指双电层造成的各种效应，一个突出的例子是电泳，悬浮在介质中的带电粒子在外加电场驱动下运动。 电泳广泛用于生物化学中，根据分子的大小和电荷区分分子，比如蛋白质。其他例子包括电渗流、 沉降电势 和 流动电势。

### 蛋白质
蛋白质是带电的生物分子，带电情况对溶液中pH值非常敏感。酶蛋白和跨膜蛋白的活性依赖于带电情况，蛋白质活性位点必须有合适的表面电荷，才能与具体基底结合。